# Wereldkampioenschappen schaatsen afstanden 2009 - Ploegenachtervolging mannen
De wereldkampioenschappen schaatsen afstanden 2009 - Ploegenachtervolging mannen werd gehouden op zondag 15 maart 2009 op de Richmond Olympic Oval in Richmond, Canada.
De acht hoogst geklasseerde landen van de Wereldbeker schaatsen 2008/2009 - Ploegenachtervolging mannen mochten deelnemen aan het WK; gastland Canada was automatisch geplaatst ook indien het niet bij de top acht van de wereldbeker zou eindigen.

## Statistieken

### Uitslag
| #      | Land             | Schaatsers                                       | Tijd    |
| ------ | ---------------- | ------------------------------------------------ | ------- |
| Goud   | Nederland        | Sven Kramer Wouter Olde Heuvel Carl Verheijen    | 3.41,26 |
| Zilver | Zweden           | Joel Eriksson Daniel Friberg Johan Röjler        | 3.45,73 |
| Brons  | Verenigde Staten | Ryan Bedford Brian Hansen Trevor Marsicano       | 3.46,07 |
| 4      | Italië           | Matteo Anesi Enrico Fabris Luca Stefani          | 3.46,23 |
| 5      | Noorwegen        | Håvard Bøkko Henrik Christiansen Sverre Haugli   | 3.46,31 |
| 6      | Canada           | Lucas Makowsky Denny Morrison Jay Morrison       | 3.46,42 |
| 7      | Duitsland        | Robert Lehmann Tobias Schneider Marco Weber      | 3.48,90 |
| 8      | Japan            | Shigeyuki Dejima Hiroki Hirako Teruhiro Sugimori | 3.49,37 |

### Loting
| Rit |                  |           |
| --- | ---------------- | --------- |
| 1   | Zweden           | Noorwegen |
| 2   | Verenigde Staten | Nederland |
| 3   | Duitsland        | Japan     |
| 4   | Italië           | Canada    |

2005 · 
2007 · 
2008 · 
2009 · 
2011 · 
2012 · 
2013 · 
2015 · 
2016 · 
2017 · 
2019 · 
2020 ·
2021 ·
2023 ·
2024 ·
2025